# Economía de mercado orientada al socialismo
La economía de mercado orientada al socialismo (vietnamita: Kinh tế thế trường theo định hướng xã hội chủ nghĩa) es el título oficial otorgado al sistema económico actual en la República Socialista de Vietnam. Se describe como una economía de mercado multisectorial donde el sector estatal juega un papel decisivo en la dirección del desarrollo económico, con el objetivo final a largo plazo de desarrollar el socialismo.
La economía de mercado de orientación socialista es un producto de las reformas económicas de Đổi Mới que llevaron al reemplazo de la economía de planificación centralizada por una economía mixta de mercado basada en el predominio de la industria estatal. Estas reformas se llevaron a cabo para permitir que Vietnam se integrara en la economía de mercado global. El término "de orientación socialista" se utiliza para resaltar el hecho de que Vietnam aún no ha alcanzado el socialismo y está en el proceso de construir las bases para un futuro sistema socialista. El modelo económico es similar a la economía de mercado socialista empleada en la República Popular China.

## Reformas que condujeron al establecimiento
Las reformas económicas de Đổi Mới fueron iniciadas por el Partido Comunista de Vietnam en 1986 durante el VI Congreso Nacional del partido. Estas reformas introdujeron un papel más importante para las fuerzas del mercado en la coordinación de la actividad económica entre empresas y agencias gubernamentales, y permitieron la propiedad privada de pequeñas empresas y la creación de una bolsa de valores para empresas estatales y no estatales.
Las reformas económicas tenían como objetivo reestructurar la economía vietnamita alejándola de la planificación central de tipo soviético y hacia una economía mixta basada en el mercado destinada a ser una fase de transición en el desarrollo de una economía socialista. El objetivo de este sistema económico es mejorar las fuerzas productivas de la economía, desarrollar una base técnica-material firme para la fundación del socialismo y permitir que Vietnam se integre mejor a la economía mundial.
A principios de la década de 1990, Vietnam aceptó algunos consejos de reforma del Banco Mundial para la liberalización del mercado, pero rechazó los programas de ajuste estructural y la financiación de ayudas condicionadas que exigían la privatización de empresas estatales.

## Descripción
La economía de mercado de orientación socialista es una economía mercantil multisectorial regulada por el mercado, que consiste en una mezcla de propiedad privada, colectiva y estatal de los medios de producción. Sin embargo, el sector estatal y las empresas de propiedad colectiva forman la columna vertebral de la economía. Es similar a la economía de mercado socialista china en que muchas formas de propiedad, incluidas las empresas cooperativas / colectivas, los modelos de propiedad comunitaria, privada y estatal coexisten en la economía, pero el sector estatal juega un papel decisivo.

### Comparado con el modelo chino
En contraste con el modelo chino (economía de mercado socialista), el sistema vietnamita se caracteriza más explícitamente como una economía en transición al socialismo y no como una forma de socialismo o incluso de socialismo de mercado, con el proceso de construcción del socialismo visto como un largo proceso. Afirmando ser consistente con la teoría marxista, se entiende que el socialismo solo surgirá una vez que las fuerzas productivas de Vietnam se desarrollen hasta un punto en el que el socialismo se convierta en una posibilidad técnica. Como tal, es similar a la posición china en la etapa primaria del socialismo.
La economía de mercado de orientación socialista de Vietnam comparte muchas características comunes con la economía de mercado socialista china en sus instituciones y políticas, combinando economías fundamentalmente basadas en el mercado con el predominio de empresas estatales, la coexistencia de un sector privado vibrante, una política de partido único. sistema, y la existencia de planes económicos quinquenales. Esto ha llevado a los economistas del desarrollo a considerar que ambos países comparten el mismo modelo económico básico.
Las diferencias entre estos dos modelos incluyen un mayor grado de descentralización y autonomía de los gobiernos locales en Vietnam (siendo más alto que en otros estados en desarrollo de Asia Oriental), con una mayor redistribución del ingreso entre provincias que resulta en un coeficiente de Gini más bajo. Algunos autores asocian este modelo con el modelo de capitalismo de Estado de Asia oriental, mientras que otros lo asocian con el socialismo de mercado. Al igual que otros estados en desarrollo de Asia oriental, Vietnam comparte instituciones de apoyo mutuo y autoridades públicas activas con fuertes capacidades para implementar planes económicos a largo plazo.

## Bases teóricas
El Partido Comunista de Vietnam sostiene que la economía de mercado de orientación socialista es consistente con la visión marxista clásica del desarrollo económico y el materialismo histórico, donde el socialismo solo puede surgir una vez que las condiciones materiales se han desarrollado lo suficiente para permitir las relaciones socialistas. El modelo de mercado de orientación socialista se considera un paso clave para lograr el crecimiento económico y la modernización necesarios, al tiempo que se puede coexistir en la economía de mercado mundial contemporánea y beneficiarse del comercio mundial. El Partido Comunista de Vietnam ha reafirmado su compromiso con el desarrollo de una economía socialista con sus reformas Đổi Mới.
Este modelo económico se defiende desde una perspectiva marxista-leninista, que establece que una economía socialista planificada solo puede surgir después de desarrollar primero las bases del socialismo a través del establecimiento de una economía de mercado y una economía de intercambio de mercancías y que el socialismo solo emergerá después de esta etapa. ha agotado su necesidad histórica y poco a poco se transforma en socialismo. Los defensores de este modelo argumentan que el sistema económico de la Unión Soviética y sus estados satélites intentó pasar de una economía mercantil a una economía planificada por decreto sin pasar por la fase de desarrollo necesaria de la economía de mercado.
Los defensores de las economías de mercado socialistas se distinguen de los socialistas de mercado con la visión del socialismo de mercado de que los mercados son una característica central del socialismo y que los mercados son el mecanismo más factible para una economía socialista.